# Donald Attwater
Donald Attwater, né le 24 décembre 1892 et mort le 3 février 1977, est un auteur catholique britannique et traducteur, qui est aussi visiting lecturer à l'université Notre-Dame-du-Lac, après 1945.

## Biographie
Attwater naît en Angleterre à Forest Garte dans l'Essex, la veille de Noël 1892 chez un ménage de méthodistes qui se convertissent ainsi que leur famille à l'anglicanisme lorsqu'il est enfant. Lui-même se convertit au catholicisme à l'âge de dix-huit ans. Il ne termine pas ses études universitaires de droit,.
Il sert comme jeune soldat (1916-1919) dans la Royal Artillery pendant la campagne du Sinaï et de la Palestine de la Première Guerre mondiale, ce qui développe sa passion  pour la chrétienté d'Orient qu'il découvre au Proche-Orient. Après la guerre, il demeure un temps à l'île de Caldey, profitant de l'influence des moines de la communauté de Caldey. Il devient aussi ami et admirateur d'Eric Gill. Des années 1930 jusqu'au début des années 1960, il écrit  fréquemment des articles dans la presse catholique autant en Grande-Bretagne qu'en Amérique du Nord, notamment Catholic Herald, Commonweal, The Glasgow Observer. C'est également un auteur prolifique de livres traitant du christianisme.
En 1936, c'est l'un des cofondateurs, notamment avec E.I. Watkin, du mouvement pacifiste chrétien Pax, en signe d'opposition à l'invasion de l'Abyssinie par l'Italie de Mussolini.
Il meurt à Storrington dans le Sussex, en février 1977.

## Œuvres
Comme auteur
- Father Ignatius of Llanthony: A Victorian (1931)
- The Catholic Church in Modern Wales (1935)
- The Dissident Eastern Churches (1937)
- The White Fathers in Africa (1937)
- The Golden Book of Eastern Saints (1938)
- Life of St. John Chrysostom (1939)
- Eastern Catholic Worship (1945)
- The Christian Church of the East (1947)
- Saints Westward (1953)
- A Dictionary of Mary (1956)
- Martyrs, from St. Stephen to John Tung (1957)
- Saints of the East (1963)
- Dictionary of the Popes (1965)
- The Cell of Good Living (1969)
- En français : Bouche d'or - voix de l'Église, éd. Mame (1961)

Comme traducteur
- Vladimir Soloviev, God, Man, and the Church
- Nicolas Berdiaev, The End of Our Time (1933)
- Nikolai Berdyaev, Christianity and Class War (1933)
- Nikolai Berdyaev, Dostoievsky: An Interpretation (1934)
- Charles de Foucauld, Memories of Charles de Foucauld: Explorer and Hermit, Seen in His Letters, édité par Georges Gorrée (1938)
- Irénée-Henri Dalmais, The Eastern Liturgies (1960)
- Hippolyte Delehaye, The Legends of the Saints (1962)
- Yves Congar, Lay People in the Church (1963)
- Jean Daniélou, Primitive Christian Symbols (1964)
- Brother Lawrence, The Practice of the Presence of God (1974)
- An Anthology of Mysticism, édité par Paul de Jaegher (1977)

Comme rédacteur
- A Catholic Encyclopedic Dictionary (1931)
- Dictionary of Saints (1938); plus tard Penguin Dictionary of Saints
- Butler's Lives of the Saints (4 vols., 1956), révision de l'édition de Herbert Thurston
- Modern Christian Revolutionaries (1971).